# Sentier de grande randonnée 77
Le sentier de grande randonnée 77 (GR 77) est long de 96 km et relie Saut de Vézoles dans l'Hérault au signal d'Alaric dans l'Aude.

## Parcours
Le GR 77 traverse les départements de l'Hérault et de l'Aude, allant du Saut de Vézoles dans la pointe sud du lac de Vézoles, au signal d'Alaric point culminant de la montagne d'Alaric.
Il passe par Prémian, Pardailhan, Vélieux, Mailhac, Homps, Puichéric et Moux.
Le Saut de Vézoles se trouve sur le bord des Monts du Somail et de la forêt domaniale du Somail. Le GR 7 y passe. C'est aussi un point du parcours de plusieurs beaux sentiers en boucle, dont entre autres :
- le sentier des Mille Marches dans les gorges du Bureau (un affluent du Jaur) à partir de Langlade. Long de 11,1 km de long, il fait une boucle au sud du lac dans les Monts et la forêt domaniale du Somail[2],[3],[4]. Ces Mille Marches dans les gorges du Bureau sont également le début du GR 77. Le cours du Bureau y est parsemé de vasques naturelles dans lesquelles on peut se baigner ;
- le tour du lac de Vézoles, environ 15 km de long[5] ;
- sentier de 10,2 km au sud-est du lac, également dans les monts et la forêt domaniale du Somail[6].